# 흐레스벨그
흐레스벨그(고대 노르드어: Hræsvelgr→시체를 삼키는 자)는 북유럽 신화에서 수리의 형상을 한 요툰이다. 《고 에다》 중 〈바프스루드니르가 말하기를〉 제37절에 의하면, 흐레스벨그는 세상의 북쪽 끝에 앉아 있으며 날개를 퍼덕여서 바람을 일으킨다고 한다. 《신 에다》 중 〈길피의 속임수〉에도 이 내용이 재차 언급된다.

## 참고 자료
- Faulkes, Anthony (transl.) (1987). Edda (Snorri Sturluson). Everyman. ISBN 0-460-87616-3.
- Larrington, Carolyne (transl.) (1996). The Poetic Edda. Oxford World's Classics. ISBN 0-19-283946-2.